# Estret Foveaux

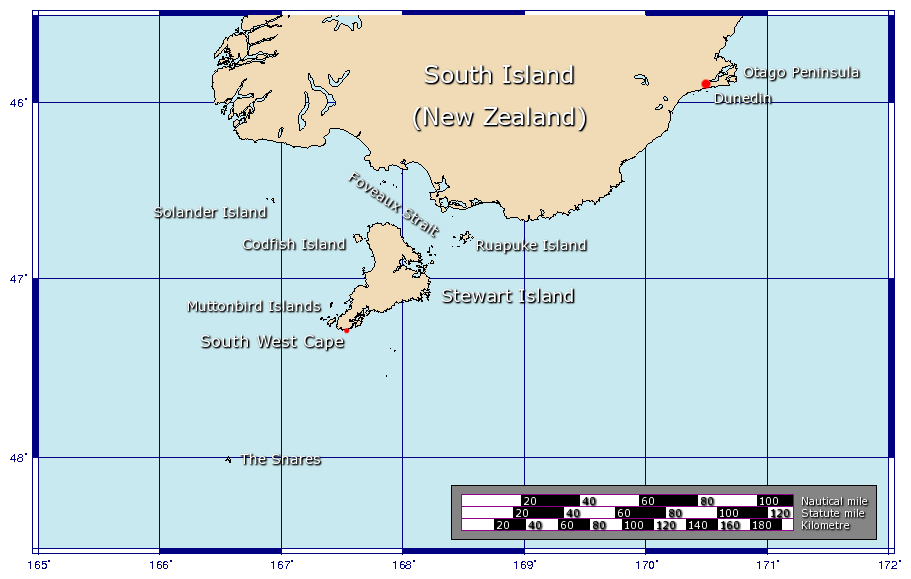
Mapa del sud de l'illa del Sud de Nova Zelanda amb l'estret de Foveaux

L'estret Foveaux, en anglès: Foveaux Strait en maori: Te Ara a Kiwa), separa l'illa Stewart/Rakiura, que és la tercera illa més gran de Nova Zelanda de l'Illa del Sud. Tés tres grans badies, Te Waewae Bay, Oreti Beach i Toetoes Bay on també hi ha la població de Bluff. Al llarg d'aquest estret hi ha les Illes Solander, Illa Stewart/Rakiura i Illa Ruapuke. Aquest estret fa 130 km de llargada i té una amplada de 14 km a illa Ruapuke i de 50 km a Te Waewae Bay) amb una fondària (de 20 a 120 m) d'est a oest. Aquest estret probablement era terra ferma durant el Plistocè.
El Capità James Cook albirà l'entrada de l'estret Foveaux durant la seva circumnavegació de l'Illa Sud el març de 1770, però va creure que l'illa Stewart estava unida a l'illa Sud. El descobridor europeu d'aquest estret va ser Owen Folger Smith l'any 1804. Rep el nom de Joseph Foveaux, governador de Nova Gal·les del Sud en aquell any.
A l'estret Foveaux s'hi cullen ostres.

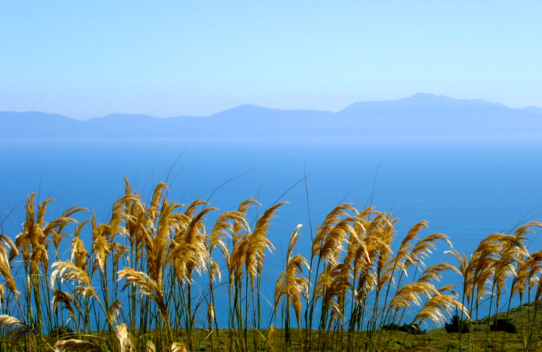
Rakiura i estret Foveaux vistos des de Bluff Hill.

És un estret perillós per a la navegació pels forts corrents.
John van Leeuwen el va travessar nedant el 7 de febrer de 1963, en 13 hores i 40 minuts.